# Urrácal

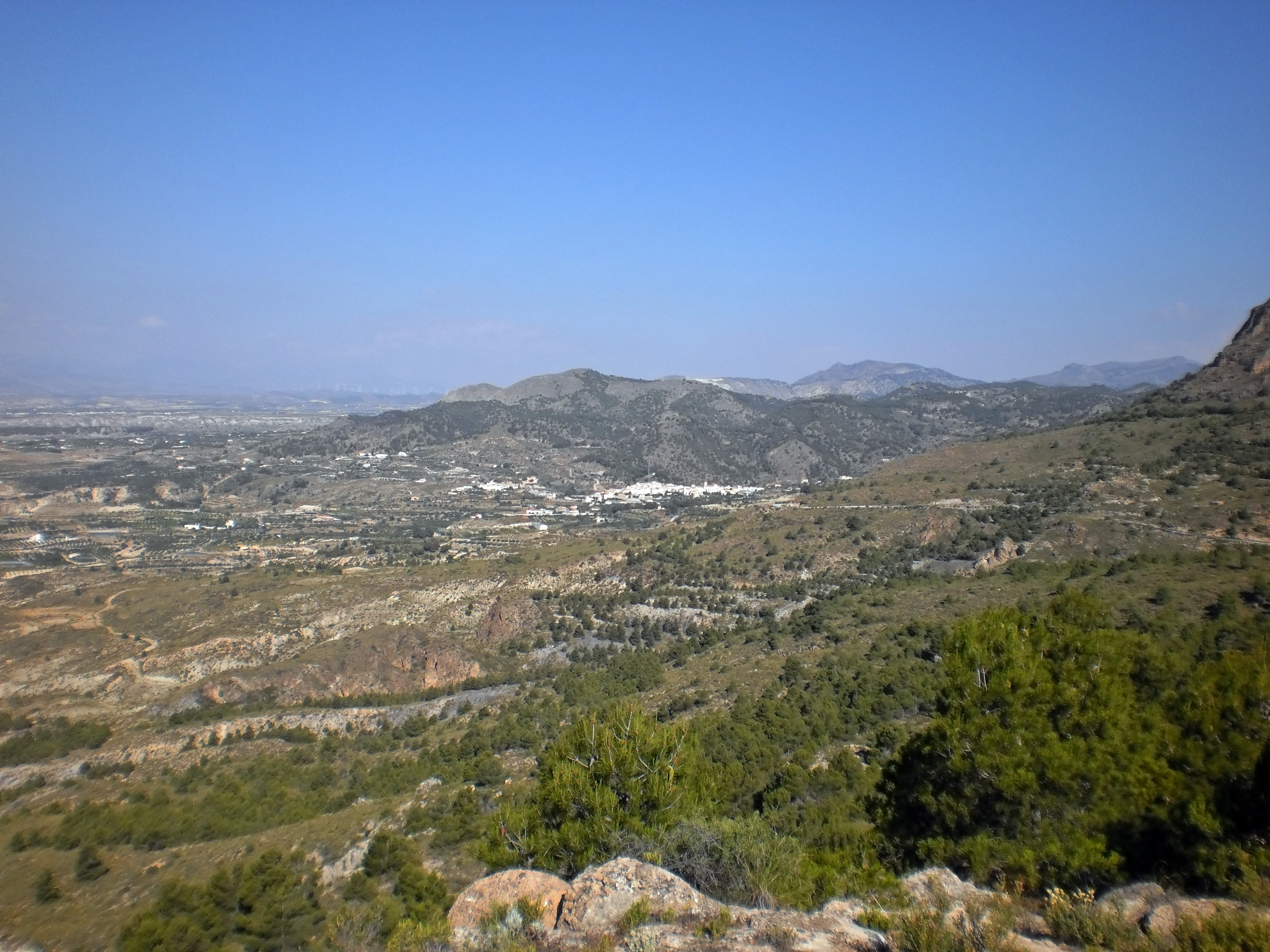
El pueblo de Urrácal visto desde la vertiente sur de la Sierra de las Estancias

Urrácal es una localidad y municipio español situado en la parte central de la comarca del Valle del Almanzora, en la provincia de Almería. Limita con los municipios de Somontín, Purchena y Olula del Río.
El municipio urraqueño comprende los núcleos de población de Urrácal —capital municipal— y Agua Amarga.
En el año 2020 contaba con 350 habitantes. Su extensión superficial es de 25 km² y tiene una densidad de 14 hab/km². Se encuentra situado a una altitud de 735 metros y a 88 kilómetros de la capital de provincia, Almería.

## Toponimia
Existen fuentes que sostienen un origen íbero o incluso protovascuence, urr-akal, que quiere decir la cavidad con oro.

## Historia
En 1504 Urrácal recibió el título de villa por su adhesión a la conquista del Reino de Granada en la campaña emprendida por los Reyes Católicos.

## Geografía humana

### Organización territorial
Además de la cabecera municipal, Urrácal cuenta también con otra entidad de población según el nomenclátor publicado por el Instituto Nacional de Estadística: Agua Amarga.

### Demografía
Cuenta con una población de 350 habitantes (INE 2024).
| Gráfica de evolución demográfica de Urrácal entre 1842 y 2021                                                         |
| |
| Población de derecho según los censos de población del INE. Población de hecho según los censos de población del INE. |

## Símbolos
Urrácal consiguió una autorización por parte de la Junta de Andalucía para adoptar sus símbolos en febrero de 2000, pero no ejerció ese derecho hasta principios de 2007. El municipio cuenta con un escudo y bandera adoptados de manera oficial.

### Escudo
Su descripción heráldica es la siguiente:

Escudo rectangular, redondeado inferiormente por una semicircunferencia, en campo de azur un río de ondas de azur y plata corre al pie de tres montañas en su color, la del centro de mayor tamaño, superada por una torre redonda de oro, almenada, con mazonado y aclarado de sable. Al timbre, corona real cerrada. 

### Bandera
La enseña del municipio tiene la siguiente descripción:

Bandera de dimensiones: 2:1, de color
azul y en su centro el escudo de armas local. 

## Política
Los resultados en Urrácal de las últimas elecciones municipales, celebradas en mayo de 2019, son:
| Elecciones Municipales - Urrácal (2019) | Elecciones Municipales - Urrácal (2019)  | Elecciones Municipales - Urrácal (2019) | Elecciones Municipales - Urrácal (2019) | Elecciones Municipales - Urrácal (2019) |
| Partido político                        | Partido político                         | Votos                                   | %Válidos                                | Concejales                              |
| --------------------------------------- | ---------------------------------------- | --------------------------------------- | --------------------------------------- | --------------------------------------- |
|                                         | Partido Popular (PP)                     | 144                                     | 50,00%                                  | 4                                       |
|                                         | Partido Socialista Obrero Español (PSOE) | 143                                     | 49,65%                                  | 3                                       |

### Alcaldes
| Periodo   | Nombre                        | Partido |
| --------- | ----------------------------- | ------- |
| 1979-1983 | Juan González Galera          | UCD     |
| 1983-1987 | Juan González Galera          | AP      |
| 1987-1991 | Francisco Sicilia Fernández   | PSOE    |
| 1991-1995 | Francisco Sicilia Fernández   | PSOE    |
| 1995-1999 | Francisco Sicilia Fernández   | PSOE    |
| 1999-2003 | Francisco Sicilia Fernández   | PSOE    |
| 2003-2007 | Juan Oliver Acosta            | PP      |
| 2007-2011 | Juan Oliver Acosta            | PAL     |
| 2011-2015 | María Isabel Serrano Cañabate | PSOE    |
| 2015-2019 | María Isabel Serrano Cañabate | PSOE    |
| 2019-2023 | Emilia Mateo Almansa          | PP      |
| 2023-act. | Emilia Mateo Almansa          | PP      |

## Servicios públicos

### Educación
Urrácal carece de centros educativos públicos, debiendo el alumnado desplazarse hasta la cercana localidad de Purchena para recibir su educación obligatoria.

### Sanidad
El municipio cuenta con un consultorio auxiliar, dependiente del Hospital La Inmaculada, abierto lunes y jueves.